# 1639
1639 (MDCXXXIX) var ett normalår som började en lördag i den gregorianska kalendern och ett normalår som började en tisdag i den julianska kalendern.

## Händelser

### April
- 4 april – Svenska hären under Johan Banér tågar söderut och besegrar en kejserlig-sachsisk här under general Marzini i slaget vid Chemnitz i södra Sachsen.

### Juli
- 20 juli – Kristine Svendsdatter hittar ett av de två Gallehushornen.

### Januari
- Fort Saint George, den första bosättningen i Brittiska Indien, grundas vid Madras.[1]
- Hjälmare kanal står färdigupprustad.
- Byggandet av Drottning Kristinas sluss vid Söderström i Stockholm påbörjas.
- Stockholms bild- och senhuggarämbete inrättas.

## Födda
- 5 januari – Otto Wilhelm von Königsmarck, svensk-tysk greve och militär.
- 21 januari – Märta Berendes, svensk hovfunktionär och författare.
- 8 maj – Baciccia, italiensk barockmålare.
- 29 september – Lord Russell, brittisk politiker.
- 21 december – Knud Thott, danskt gehejmeråd.
- 22 december – Jean Racine, fransk tragedidramatiker.

## Avlidna
- 12 mars – Domenico Ginnasi, italiensk kardinal.
- 21 maj – Tommaso Campanella, dominikansk teolog, filosof och poet.
- 20 augusti – Martin Opitz, tysk skald och smaklärare.
- Madeleine du Fargis, fransk hovfunktionär och gunstling.

### Fotnoter
1. ↑  Roberts,  J: "History of the World.". Penguin, 1994.